# Taribo West
Taribo West, nigerijski nogometaš, * 26. marec 1974, Port Harcourt, Nigerija.

## Klubska kariera
Osrednji branilec Taribo West je začel svojo poklicno pot v tujini leta 1993 s francoskim prvoligaškim klubom AJ Auxerre pri legendarnem trenerju Guyu Rouxu. V tem času je hitro postal eden ključnih igralcev kluba in reprezentance Nigerije. Njegovo najbolj uspešno obdobje je doživel v času od 1997-1999, ko se je preselil iz Auxerre v italijanski Inter iz  Milana. V prvem letu je bil član zmagovite ekipe črno-modrih ter postal zmagovalec pokala UEFA - danes liga Evropa v finalu proti SS Laziu iz Rima. To je bilo 6.maja 1998 na Parku princev v Parizu. Gole so dosegli Čilenec Zamorano v 5  pa Argentinec Zanetti v 60 ter Brazilec Ronaldo v 70.minuti ter Sinjemodre Rimljane premagali z 3:0.Tedaj je Taribo v 82.minuti tekme dobil tudi rdeč karton.
Kot ITA podprvaki so v sezoni 98-99 sodelovali v ligi prvakov in v 1/4 finalu izgubil s kasnejšimi Evropskimi klubskimi prvaki te sezone ekipo Rdečih vragov iz Manchestra. Po sporu s trenerjem in ponudbah iz Newcastla, Ajaxa in Juventusa se je odločil ostati v mestu mode in se presenetljivo pridružil rivalom v črno-rdeči opravi. Za AC Milan je odigral le 4 tekme in dal 1 gol, bil je poškodovan in nesrečen v deželi pic in makaronov. Konec jeseni se je preselil na otok k ekipi Derby County v Premierleague. Nato je igral še za 1.FC Kaiserslautern v Nemčiji. Po SP in reprezentančni upokojitvi pa je pol leta bil brez kluba, ko je dobil je klic nemškega trenerskega strokovnjaka Lotharja Matthäusa iz vrst črno-belih iz Beograda. To je bila tudi njegova zadnja postaja na stari celini. Leta 2007 je podpisal pogodbo z FC Paykan v  Teheranu, ki ga je sporazumno zapustil le po eni tekmi, zaradi nerednih prejemkov in osebnih razlogov.

## Reprezentančna kariera
Po odličnih igrah na Francoskih nogometnih zelenicah je leta 1994 Taribo prišel v  prvo ekipo zlatih Orlov. Dve leti kasneje je sodeloval z njo na poletnih olimpijskih igrah, v katerih mu je uspelo osvojiti zlato medaljo. V predtekmovanju je bilo treba priznati poraz le Braziliji, vendar se je veselil  naslednjemu krogu, saj so tri ekipe v skupini D imele šest točk. V finalu so se srečali še z drugim moštvom iz  Južne Amerike. Proti Argentini pa so ohranili premoč in zmagali z 3-2. Z reprezentanco je nato sodelovala še na svetovnem prvenstvu v Franciji leta 1998 in odigral 4 tekme. Ima tudi  dve medalji z Afriških prvenstev (CAF). Leta 2000, ko je v znanem januarskem terminu 22.prvenstvo črne celine gostila prav Nigerija skupaj z Gano, so sogostitelji klonili v finalu proti Kamerunu po streljanju enajstmetrovk,dve leti kasneje na 23.prvenstvu Afrike,ki ga je gostil Mali so osvojili bron,ko so v tekmi za 3 .mesto ugnali gostitelje z 2:1. Istega leta je kot klubski igralec nemškega 1.FC Kaiserslauterna igral še na 19. SP leta 2002, kjer je tudi v Japonskem mestu Ibaraki pred 34.000 gledalci zaključil reprezentančno kariero na tekmi  2. kroga proti Švedski 7.junija 2002, kar je bila njegova 6 tekma na Svetovnih prvenstvih in 41 za Nigerijo. Tedaj je igrala Nigerija v skupini F z Švedsko (1-2), Anglijo (0-0) in Argentino (0-1) in odšla domov le z eno točko kot zadnja v tej skupini. Edini gol na mundialu za Nigerijo je zabil tedaj 20 letni Julius Aghahowa. Takrat so se od reprezentančnega dresa poslovili številni zvezdniki tedanje reprezentance.